# Karl Elsener
Karl Elsener (9. října 1860 Schwyz – 26. prosince 1918 tamtéž) byl švýcarský nožíř a podnikatel.

## Životopis
Karl Elsener absolvoval učiliště pro nožíře v Zugu. V roce 1884 otevřel v Ibachu na předměstí města Schwyz svou první provozovnu pro výrobu nožů a chirurgických nástrojů. V této továrně také byl vyroben první Elsenerův nůž. V červnu 1897 si nechal patentovat tzv. švýcarský důstojnický a sportovní nůž. Následně roku 1921 přejmenoval svou firmu na Victorinox. K významnému rozvoji Victorinoxu došlo po druhé světové válce v souvislosti se zvýšenou poptávkou americké armády.
Od roku 1912 až do roku 1918 byl Elsener členem kantonálního parlamentu v kantonu Schwyz. Byl třikrát ženatý.
Po jeho smrti dále vedli Victorinox jeho potomci. Jeho syn Carl Elsener (1886-1950) a vnuk Carl Elsener senior (1922-2013). Dnes řídí Victorinox jeho pravnuk Carl Elsener junior (* 1958).